# Wohnanlage Nordufer
Die Wohnanlage am Nordufer ist eine denkmalgeschützte „Wohnanlage und Hofgarten“ von 1904–1905 im Berliner Wedding.
Heute wird die Anlage überwiegend zu Wohnzwecken genutzt und enthält zudem einzelne Lokalitäten.

## Geschichte
Sie liegt am Nordufer 15–19, in der Buchstraße 1–2 und der Fehmarner Straße 10–12 A. E. Zur Anlage gehörten u. a. eine Genossenschaftsbäckerei, eine Bibliothek mit Versammlungssaal, ein Kindergarten, zahlreiche Läden und ein Genossenschaftswirtshaus.
Ende der 1950er Jahre wurden die Straßenfassaden renoviert, später die Hoffassaden.